# Сибиляково
Сибиляково (сибирскотат. 
Сәбәләк) — деревня в Тарском районе Омской области России. Входит в состав Самсоновского сельского поселения.

## История
Основана в 1570 году. В 1928 году деревня состояла из 70 хозяйств, основное население — татары. В административном отношении являлась центром Сибиляковского сельсовета Знаменского района Тарского округа Сибирского края.

## Население
| 1926 | 2002 | 2010 |
| ---- | ---- | ---- |
| 317  | ↘190 | ↘148 |

## Улицы
- ул. Береговая,
- ул. Водная,
- ул. Иртышская,
- ул. Центральная,
- ул. Школьная.